# Bláfjöll
Les Bláfjöll, toponyme islandais signifiant littéralement en français « monts bleus », est une chaîne de montagnes ainsi qu'une station de sports d'hiver situés dans le Sud-Ouest de l'Islande.

## Géographie
Les montagnes sont situées à environ 20 km au sud-ouest de Reykjavik.
Le point culminant est Bláfjallahorn (702 m), qui est situé à proximité de la route 1. La chaîne y commence et s'étale en direction du sud-ouest jusqu'aux débuts de la région de Krýsuvík.

## Géologie
Les montagnes appartiennent au système volcanique Brennisteinsfjöll.
Des éruptions, survenues il y a environ 4 200 ans, produisirent un champ de lave, dont les langues atteignirent le territoire actuel de Reykjavik et aussi la petite baie de Elliðavógur. Alors que la lave traversa une zone humide sur le territoire actuel du lac de Elliðavatn, des explosions hydromagmatiques se produisirent, ce qui aboutit à la formation du groupe de pseudo-cratères de Rauðhólar.

## Randonnée
Le territoire est relativement facilement accessible pour la pratique de loisirs. Une route parallèle relie la Route 1 à Hafnarfjörður en passant par Bláfjöll.
De nombreux chemins de randonnée mènent aux montagnes.

## Domaine skiable
En hiver, Bláfjöll est un site où le ski de fond est pratiqué, mais également le ski alpin avec quelques remontées mécaniques.
Bláfjöll dispose du plus grand domaine skiable d'Islande, et profite d'être situé à environ 30 minutes de la capitale. La première remontée y fut implantée en 1974, le Lilli klifurmús. Le domaine compte trois sous-domaines. Il fut d'abord développé à Kóngsgil, puis Suðurgil suivit en 1978, puis enfin Eldborgargil en 1980. Un télémix y fut construit en 2004.
Les pistes principales sont éclairées pour la pratique du ski nocturne. Les jours de la semaine, les remontées ouvrent uniquement l'après-midi, mais jusqu'à 21 h 0.
Un autre domaine skiable est situé à proximité de la capitale, à l'est, au Skálafell. Il possède quatre remontées mécaniques. Il est fermé pour la saison hivernale 2011/2012.